# Vitrinorbis diegensis
Vitrinorbis diegensis är en snäckart som först beskrevs av Bartsch 1907.  Vitrinorbis diegensis ingår i släktet Vitrinorbis och familjen Vitrinellidae. Inga underarter finns listade i Catalogue of Life.